# Eschbach-au-Val
Eschbach-au-Val là một xã thuộc tỉnh Haut-Rhin trong vùng Grand Est, đồng bắc Pháp. Xã này có diện tích 4,84 km², dân số năm 1999 là 391 người. Khu vực này có độ cao trung bình 481 mét trên mực nước biển.